# Martin Ballý
Martin Ballý (15. března 1954 Praha – 16. prosince 2024 Praha) byl český klavírista a hudební pedagog, člen sdružení Ars trio.

## Život a dílo
Martin Ballý se narodil jako poslední ze tří sourozenců v Praze a žil ve Václavské ulici. V letech 1960–1969 navštěvoval základní devítiletou školu v Resslově ulici 10 a hře na klavír se učil v Lidové škole umění Lounských, Praha 4 – Nusle, u Květy Honlové. Poté absolvoval Pražskou konzervatoř pod vedením Erny Grünfeldové a  Viktora Moučky. V letech 1978–1983 studoval na Akademii múzických umění v Praze, klavír u Josefa Páleníčka a Miroslava Langera, komorní hudbu u Josefa Vlacha a Josefa Páleníčka. Pod jejich vedením vzniklo Ars trio, které v letech 1983–1992 hrálo ve složení Dana Vlachová (housle), Jan Páleníček (violoncello) a Martin Ballý (klavír). Soubor procestoval většinu států Evropy a pořídil mnoho nahrávek nejen pro československý rozhlas a televizi, ale i pro zahraniční společnosti. K nejvíce ceněným patří souborná nahrávka klavírních trií Antonína Dvořáka pro francouzskou společnost BNL. V roce 2023 vydal Supraphon kritikou ceněné trojalbum rozhlasových nahrávek Martina Ballýho a Ars tria z let 1980–1992.
Sólově se věnoval světovému repertoáru stejně jako české klavírní literatuře 20. století. Některé skladby premiéroval, jiné nahrál pro rozhlas a televizi. Působil také v porotách klavírních soutěží. Po operaci ruky, která mu znemožnila aktivně vystupovat, se nadále intenzivně věnoval pedagogické činnosti. Nejprve na Lidové škole umění ve Voršilské ulici, později na Hudební škole hl. m. Prahy a na Gymnáziu Jana Nerudy s hudebním zaměřením (od roku 2012 Gymnáziu a Hudební škole hlavního města Prahy). V letech 1990–2015 byl lektorem Jihočeských klavírních kurzů v Písku a Blatné, kde vyučoval české i zahraniční studenty. V letech 2010–2013 byl součástí mezinárodního festivalu a institutu Prague Music Performance, kde působil jako lektor společně s Ivanem Moravcem, Alfredem Brendelem, Paulem Badurou–Skoda, Andreiem Gavrilovem či Leonem Fleisherem.
Mezi jeho studenty patřili čeští pianisté, jako Jan Bartoš, Miroslav Sekera či Pavel Voráček, nebo dirigenti Jiří Rožeň a Marek Šedivý.

## Ocenění
Za celoživotní přínos umění mu Nadace Život umělce v roce 2024 udělila cenu Master Prix ..